# Президентские выборы в Кыргызстане (2000)
Президентские выборы прошли в Кыргызстане 29 октября 2000 года. Победу одержал Аскар Акаев, получив 74,47% (76,4% от числа действительных бюллетеней) голосов от общего числа проголосовавших избирателей. Иностранные наблюдатели и ОБСЕ сообщили, что голосование не соответствовало международным стандартам. На выборах впервые в странах СНГ после России использовалась автоматическая система подсчёта голосов «Шайлоо» (рус. Выборы).

## Кандидаты
Всего собирались баллотироваться 19 кандидатов из которых экзамен на знание государственного языка сдали 15 человек, 8 из которых были отчислены. Ниже представлен список кандидатов, прошедших языковой фильтр.
| Кандидат             | Субъект выдвижения                     | Статус              |
| -------------------- | -------------------------------------- | ------------------- |
| Аскар Акаев          | Независимый                            | зарегистрирован     |
| Турсунбек Акунов     | Движение за права человека Кыргызстана | зарегистрирован     |
| Алмазбек Атамбаев    | СДПК                                   | зарегистрирован     |
| Дооронбек Садырбаев  |                                        | отказ в регистрации |
| Турсунбай Бакир уулу | «Эркин Кыргызстан»                     | зарегистрирован     |
| Омурбек Текебаев     | Социалистическая партия «Ата-Мекен»    | зарегистрирован     |
| Мелис Эшимканов      | Народная партия Кыргызстана            | зарегистрирован     |

## Предшествующие события
Согласно Конституции Кыргызстана один и тот же человек не может быть избран на пост президента более двух раз, однако несмотря на это Аскар Акаев выдвинул свою кандидатуру на президентские выборы. Оппозиция заявила, что решение ЦИК о регистрации Акаева было незаконным, а сам президент злоупотреблял властью. Конституционный суд 13 июля 1998 года заявил, что Конституция страны была принята в мае 1993 года, а с того момента Акаев был избран только один раз.
Незадолго до выборов был арестован, а позже приговорён к 16 годам лишения свободы кандидат в президенты Кыргызстана Топчубек Тургуналиев по делу о покушении на президента, также на конкурента Акаева на выборах (бывшего соратника) — Феликса Кулова было возбуждено уголовное дело по злоупотреблению должностными полномочиями.
Кандидаты на пост президента должны были показать уровень владения государственным киргизским языком членам лингвистической комиссии согласно Кодексу о выборах и Конституции. Феликс Кулов, считавшийся главным оппонентом Акаева отказался сдавать тест, заявив, что он делит народ на киргизов и некиргизов и что у некиргизов не будет ни будущего ни прав в своей стране.
Другие претенденты, Исхак Масалиев и Дооронбек Садырбаев подали в Конституционный суд иск о признании постановления ЦИК о создании лингвистической комиссии неконституционным, но получили отказ.
Из 19 кандидатов 15 прошли лингвистическую комиссию, которая вынесла заключение о том, что 8 кандидатов не владеют киргизским языком, а 7 владеют (Аскар Акакев, Турсунбек Акунов, Алмазбек Атамбаев, Турсунбай Бакир уулу, Омурбек Текебаев, Мелис Эшимканов).

## Предвыборная кампания
По данным информационного агентства АКИpress во время предвыборной кампании Аскар Акаев использовал административный ресурс и монополию в СМИ. Акаева поддержали лидеры других стран СНГ: Президент Узбекистана Ислам Каримов и Президент России Владимир Путин.
Предвыборная кампания в стране велась бурно. Омурбек Текебаев заявил о необходимости начала военных действий против Таджикистана и Афганистана, где находились базы боевиков Исламского движения Узбекистана, совершающие акты агрессии против Кыргызстана. Турсунбай Бакир уулу предлагал идею создания исламского государства светского типа.
В день выборов Текабев заявил журналистам, что если выборы будут честными, он одержит победу:

Если выборы будут честными, мы уверены на 100 процентов, что можем победить <…> Я думаю, что только фальсификации могут снова привести власть к победе.
— Омурбек Текебаев

## Результаты
| Кандидаты | Партия                                    | Голоса    | %       |
| --- | ----------------------------------------- | --------- | ------- |
| Аскар Акаев | Независимый                               | 1 460 201 | 74,47%  |
| Омурбек Текебаев | Социалистическая партия «Ата-Мекен»       | 272 427   | 13,89%  |
| Алмазбек Атамбаев | Социал-демократическая партия Кыргызстана | 117 658   | 6,00%   |
| Мелис Эшимканов | Народная партия Кыргызстана               | 21 260    | 1,08%   |
| Турсунбай Бакир уулу | «Эркин Кыргызстан»                        | 18 774    | 0,96%   |
| Турсунбек Акунов | Движение за права человека Кыргызстана    | 8 557     | 0,44%   |
| Против всех | Против всех                               | 13 291    | 0,68%   |
| Испорченные бюллетени | Испорченные бюллетени                     | 48 679    | 2,48%   |
| Всего голосов | Всего голосов                             | 1 960 847 | 100,00% |
| Источник: Dieter Nohlen, Florian Grotz & Christof Hartmann (2001) Elections in Asia: A data handbook, Volume I, p448, АКИpress Архивная копия от 30 ноября 2020 на Wayback Machine |                                           |           |         |

В результате выборов оппозиционные кандидаты потерпели поражение, после чего они заговорили о том, что власть взяла курс на свёртывание демократии. Инаугурация Аскара Акаева прошла 9 декабря 2000 года.

### Скандал на участке №1145
Ещё до начала голосования на избирательный участок №1145 пришли наблюдетели от Омурбека Текебаева (по другому источнику — председатель Избиркома) и вскрыли заранее опечатаную урну для голосования. В ней было обнаружен 701 бюллетень, из которых в 668 (по другому источнику, в 700) стояла галочка напротив имени кандидата Аскара Акаева.